# Відносини Німеччини та Північної Македонії
Відносини Німеччини та Північної Македонії — дипломатичні відносини між Німеччиною та Північною Македонією. Міністерство закордонних справ Німеччини визначає відносини Німеччини та Північної Македонієї як дружні. Крім того, обидві країни є членами РЄ, НАТО та ОБСЄ. Німеччина є членом ЄС, Північна Македонія є кандидатом на вступ до ЄС.

## Історія
З кінця 14 століття територія сучасної Північної Македонії належала Османській імперії. Під час Великої турецької війни (1683—1699) імперські війська змогли на короткий час захопити Скоп'є, але не змогли утримати його назавжди. Із занепадом Османської імперії у 19 столітті великі європейські держави та балканські народи, що прагнули незалежності під турецьким пануванням, почали перейматися територіальною реорганізацією південно-східної Європи. Важливу роль у цьому процесі відіграло «македонське питання». Проблема набула особливої гостроти після перемоги Росії в російсько-османській війні (1877—1878), яка підвела російські війська до 60 кілометрів від Стамбула. Оскільки провідні європейські держави не бажали миритися зі значним посиленням впливу Росії, що було зафіксовано між воюючими сторонами у Сан-Стефанському мирному договорі, європейська війна була неминучою. Німецький канцлер Отто фон Бісмарк запросив на Берлінський конгрес для мирного врегулювання конфлікту. Одним із результатів цього конгресу стало те, що Македонія на деякий час залишилася у складі Османської імперії. Це змінилося з Балканськими війнами 1912 і 1913 років, в яких балканські держави майже повністю розділили між собою європейську частину Османської імперії. Перша Балканська війна закінчилася Лондонським мирним договором (1913), який розділив Македонію між Сербією, Грецією та Болгарією. Крім інших великих європейських держав, Німецька імперія також виступила посередником у переговорах про укладення договору. Невдовзі після укладення договору розпочалася Друга Балканська війна, оскільки Болгарія не була задоволена досягнутим (особливо щодо поділу Македонії). Вона зазнала поразки від своїх сусідів, в результаті чого Сербія і Греція змогли анексувати значну частину Македонії.
Через цю поразку Болгарія звернулася до Центральних держав навколо Німеччини та воювала разом з ними у Першій світовій війні . Військові цілі Болгарії були викладені в Договорі про союз між Німецькою імперією та Болгарією від 6 вересня 1915 року. Таємна угода, укладена на додаток до союзного договору, містила територіальні положення про розширення Болгарії. У цьому договорі Німецька імперія гарантувала Болгарії, серед іншого, придбання та анексію «Сербської Македонії», яку Болгарія окупувала між 1915 і 1918 роками і яка згодом повернулася до Сербії та новоствореної Югославії. З поразкою Центральних держав сподівання Болгарії на територіальні здобутки розвіялися. Навпаки, держава повинна була поступитися подальшими територіями за договором Неї-сюр-Сен. У міжвоєнний період Внутрішня Македонська Революційна Організація (ВМРО), яка базувалася в Болгарії, активно боролася проти включення Вардарської Македонії до складу Югославії. Веймарська республіка як головна ревізіоністська сила проти результатів війни стала їй у цьому «природним союзником». Таким чином, були неодноразові контакти між IMRO та німецькими державними установами. Проте німецька сторона стримано відреагувала на пропозиції про співпрацю, оскільки, хоча в принципі вбачалася корисність македонської Іреденти для німецьких ревізіоністських інтересів, у певні ситуації німецька зовнішня політика не бажала збільшити напруженість на Балканах і залишати вирішення конфлікту туди до держав-переможниць Першої світової війни. У політичній публіцистиці та зацікавленій німецькій громадськості тих років «македонське питання», безумовно, відігравало певну роль. «Боротьбу за свободу» македонців часто романтизували та прославляли. Ця солідаризація також була пов'язана з тим, що людина пов'язувала з власною долею, оскільки багатьом німцям, як і македонцям, довелося жити під чужим пануванням внаслідок війни.
У Другій світовій війні з'явилося подібне угрупування, як і в Першій: Болгарія приєдналася до пакту трьох держав під керівництвом нацистської Німеччини в 1941 році і отримала дозвіл окупувати схід і центр Сербської Македонії після розпаду Югославії в ході Балканська кампанія того ж року. На відміну від болгарської батьківщини, євреї на окупованих територіях не врятувалися від Голокосту. З окупованої Македонії 7100 євреїв, у тому числі 2000 дітей, були депортовані до табору смерті Треблінка . Лише 196 з них вижили. З кінця серпня 1944 р. Болгарія вийшла з окупованих територій Югославії. Після завоювання Югославії в 1941 році західна колишня сербська Македонія була приєднана до італійського, а з 1943 року німецького протекторату Великої Албанії . Влітку 1944 року німецький рейх відповів на значне погіршення свого становища на Балканах, розглянувши можливість створення формально незалежної македонської держави. Однак цей наказ фюрера не було виконано вже на передодні наступу Червоної армії . У жовтні 1944 року німецькі війська вбили 80 беззбройних мешканців села Радоліща (Ладорішти) під час різанини в Ладоришті у «відплату» за попередні напади партизанів. Виведення німецьких військ з Греції відбулося через Скоп'є (листопад 1944) і принесло місту деякі руйнування.
Після відходу німців територія знову увійшла до складу Югославії як Соціалістична Республіка Македонія . Ця Соціалістична Федеративна Республіка Югославія потрапила в смертельну кризу після падіння комунізму наприкінці 1980-х років. Хоча Словенія та Хорватія вже проголосили свою незалежність у червні 1991 року і були визнані Німеччиною самостійно в тому ж році, розвиток подій у Македонії був повільнішим. Референдум про незалежність (з позитивним результатом) відбувся у вересні 1991 року, але визнання країнами Європейського співтовариства виявилося складним через серйозні чвари між новоутвореною країною та членом ЄС Грецією (див. суперечку щодо назви Македонії). Це також загострило німецько-грецькі відносини, оскільки Німеччина виступала за визнання Республіки Македонія, щоб стабілізувати кризовий регіон і забезпечити модель для мирного виходу з Югославії, що розпадається. Незважаючи на масовий спротив Греції, уряд Німеччини визнав незалежність країни наприкінці 1993 року і згодом виявився найбільшим партером молодої держави (наприклад, Німеччина надала найбільшу допомогу на розвиток з усіх інших країн і масово сприяла торгівлі та культурним відносинам). Нещодавно Німеччина допомогла Республіці Македонія впоратися з рухом біженців з Косова в результаті Косовської війни (1999), а також у стримуванні албанського повстання в Македонії в 2001 році або його стійкого вирішення конституційними та демократичними засобами (Охрид Угода).

## Міграція
У Німеччині проживає приблизно 100 тисяч македонців.

## Економічні відносини
Німеччина є найважливішим торговим партнером Північної Македонії. Близько 200 німецьких компаній працюють у Північній Македонії та забезпечують роботою близько 20 000 людей у Північній Македонії.

## Дипломатичні представництва
- Німеччина має посольство в Скоп'є.
- Північна Македонія має посольство в Берліні.